# Annette Charles
Annette Charles (Los Angeles, 5 de março de 1948 - Los Angeles, 3 de agosto de 2011) foi uma atriz norte-americana mais conhecida por seu papel como Charlene "Cha Cha" DiGregorio no filme Grease de 1978. Ela também fez várias aparições na televisão.
Charles nasceu em Los Angeles, estado da Califórnia. Ela foi professora de oratória na Universidade do Estado da Califórnia em Northridge. Morreu em 3 agosto de 2011, em Los Angeles, devido a complicações de um câncer.